# Tsimasham
Tsimasham är en distriktshuvudort i Bhutan.   Den ligger i distriktet Chukha, i den västra delen av landet, 40 kilometer söder om huvudstaden Thimphu. Tsimasham ligger 2 245 meter över havet och antalet invånare är 2 855.
Terrängen runt Tsimasham är mycket bergig. Runt Tsimasham är det glesbefolkat, med 16 invånare per kvadratkilometer.. Det finns inga andra samhällen i närheten.
I omgivningarna runt Tsimasham växer i huvudsak blandskog.